# 台風騒動記
『台風騒動記』（たいふうそうどうき）は1956年（昭和31年）12月19日公開の日本映画である。山本プロダクション・まどかグループ製作、松竹配給。監督は山本薩夫。モノクロ、スタンダード、107分。
杉浦明平のルポルタージュ『台風十三号始末記』を原作に、台風襲来を理由に小学校舎を壊して、政府から補助金を貰って一儲けをたくらむ町のボスたちと、これに対立する人々をユーモラスに描いた社会派喜劇。佐野周二、佐田啓二、宮城千賀子、藤間紫らによって結成された俳優グループ・まどかグループと、山本の独立プロで製作された。第30回キネマ旬報ベスト・テン第7位。
作品のテーマは「天災は恐ろしいが、この国では天災のあとに、もっと恐ろしいものがくる。それは人災である」。これは、原作の「一つの大きな天災がすぎたあと、必ずおそるべき人災がつづいてくる」という一節に基づいている。

## あらすじ
昭和31年、海沿いの富久江町に台風13号が襲い大きな被害を受ける。役場には救援物資を求める被災者たちで溢れかえっていた。町議会では、台風被害に遭った学校には1000万円の補助金が出るという話を利用して、台風で壊れなかった小学校をわざと取り壊して、その補助金でコンクリート製の新校舎を建てようと画策する。議会は町長の責任で取り壊しを決定し、工事請負人の堀越組が校舎の取り壊しにかかる。そこへ大蔵省から監査官が派遣されるという知らせが入る。一方、町長夫人は友人の小学校教師・里井を訪ねるために小学校への道順を聞きにきた男と出くわす。夫人はその男を監査官だと思い込み、料亭「いろは」に連れ込み接待させる。川井から2万円の袖の下を貰い、芸者の静奴と2人きりになった男は静奴から事情を聞かされ、避難所で暮らす貧しい人々の姿を見て町議たちの陰謀を話す。小学校では本物の監査官が到着し、陳情を嘘だと見抜く。補助金が怪しくなり、とうとう予算がつかないまま小学校の地鎮祭が行われる。町長はPTAの前で補助金が来るまで時間がかかるため1戸1万円ずつ金を出してほしいと頼むが、動揺する町民は町長に迫る。町長から勝手に妨害工作をしていると名指しされた里井は、町民の前で補助金なんか出ない事実を暴露する。

## スタッフ
- 監督：山本薩夫
- 製作：松本酉三、吉野順二
- 脚本：八住利雄、山形雄策
- 原作：杉浦明平
- 撮影：前田実
- 音楽：芥川也寸志
- 美術：平山透徹
- 録音：安恵重遠
- 編集：河野秋和

## 出演者
- 吉成幸一：佐田啓二
- 里井努：菅原謙次
- 静奴（料亭の芸者）：桂木洋子
- 志水妙子（小学校の先生）：野添ひとみ
- 山瀬弥三郎（町長）：渡辺篤
- 山代（町会議員）：三井弘次
- 坂本武
- 赤桐（巡査）：多々良純

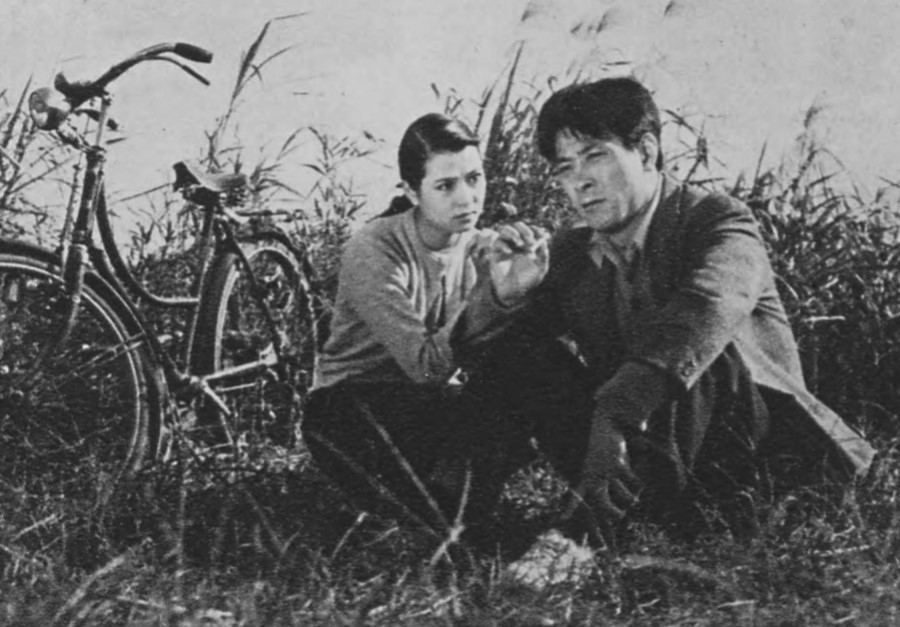
野添ひとみ、菅原謙次

- 川井釜之助（町のボス、町会議員）：三島雅夫
- 岩本貫一（助役）：中村是好
- 友田（議長）：左卜全
- 汐見（小学校の校長）：加藤嘉
- 森（県会議員）：永井智雄
- 福沢（政務次官）：嵯峨善兵
- 老婆：飯田蝶子
- 山村（監査官）：細川俊夫
- 川崎正二：清村耕二
- 小山（町会議員）：島田屯
- 中村栄二
- 伝次：井上昭文
- はな子：島田文子
- のぶ：朝霧鏡子
- 堀越（堀越組組長）：増田順司
- 坂下：石島房太郎
- 松本染升
- 望月伸光
- 江幡高志
- 田所千鶴子
- 原芳子
- 福原秀雄
- 田口計
- 里井太郎（努の父）：佐野周二
- 山瀬みえ（町長夫人）：藤間紫
- よし（料亭の女将）：宮城千賀子

## 受賞歴
- 第30回キネマ旬報ベスト・テン 第7位
- 第11回毎日映画コンクール 男優主演賞（佐田啓二）
- 第7回ブルーリボン賞 助演男優賞（多々良純）

## 撮影
ロケ地は房総半島である。小学校を取り壊す場面については、撮影所の近くの学校の校庭に一部を立て、それを倒して撮影したという。

## 原作とモデル
原作『台風十三号始末記』（1955年）は、1953年（昭和28年）9月に愛知県渥美郡福江町（1955年に合併で渥美町となり、2005年に田原市に編入）を襲った台風13号による被害と、それをきっかけに引き起こされた一連の事件を扱ったルポルタージュで、当時、福江町の公選教育委員であり、日本共産党福江細胞のメンバーでもあった杉浦明平が、自らの見聞を記したものである。
映画はフィクション仕立てで、原作とは異なり、登場人物はすべて仮名になっているが、作中で描かれた小学校の建て替えをめぐる騒動は、実際にあった出来事に基づいている。福江町立中山小学校（現在の田原市立中山小学校）は木造校舎が東南海地震で損傷を受けており、鉄筋コンクリート校舎への建て替えが計画されていた。そこへ、地元の愛知5区選出の代議士であり文部政務次官であった福井勇から、台風13号で被災したことにして補助金を受けたらどうか、という示唆があった。実際には校舎は台風では被害を受けていなかったが、全壊したことにされて取り壊された。ところが、財務局に匿名での告発投書があり、抜き打ち監査で偽装が発覚する。
映画は補助金が出ないことが町民の前で暴露されたところで終わっているが、実際には工事は町の予算で行われることになり、1955年の町村合併のどさくさにまぎれて第2期工事の予算も通された。実際に出された補助金が100万円だったのに対し、工事予算は2500万円にものぼったことから、杉浦は、「福江町がそのまま続いていたら、町は完全に破産していたろう」と評している。
吉成幸一は原作には登場しない架空の人物で、特定のモデルはない。吉成が財務局の監察官だと誤解されて接待を受ける、という展開は、ニコライ・ゴーゴリの戯曲『検察官』の趣向を借りたものである。
川井釜之助のモデルは福江町・渥美町の町議会議員や議長を歴任した川口釜之助で、『ノリソダ騒動記』など他の杉浦作品にもしばしば登場する。『台風騒動記』が豊橋市で公開された際には、議員や役場職員などの多くが豊橋への出張という口実をもうけて見に行ったという。川口は、豊橋市牟呂で開かれた漁業協同組合の会議に出かけたことになっていたが、会議の席に本人が現れないため、映画館に連絡が行き、映画が終わったところで呼び出しがかかった。すると川口は観客席から立ち上がり、「俺が川口釜之助だ」と言って頭を叩きながら出ていったという。本人は後で杉浦に「立ったが格好がつかないから、ままよ、おれが釜之助だとどなって出て行ったよ」と語っている。また、川口が鹿児島に行った際、「俺が川口釜之助だといったら、何か書いてくれといって色紙やら短冊やらもってこられ」た、という話を、のちに川口自身が杉浦に語っている。山本薩夫監督は渥美町を訪れた際に、杉浦から川口を紹介された。山本は映画でさんざん悪く描いたことから気まずく思っていたが、本人は全く意に介していない様子で、上機嫌で「いや、このたびはどうもいろいろと……」と挨拶してきたという。山本によれば、川口は「自分たちの町の事が映画になり自分がやったことは少しも悪いと思うどころか愛町精神一点張り」の人物であったという。杉浦は「映画での川口釜之助はかなりよく似ていますが、やはり本物の方が面白くてエネルギーもあって、張り切っていたと思います」と評している。
杉浦の『町民大会前後』（1964年）には、渥美町議会厚生委員会のメンバーが、視察旅行で夜行列車に乗った際に、『台風騒動記』に出演した女優と偶然に乗り合わせたエピソードが記されている。